# Phyllanthus subcuneatus
Phyllanthus subcuneatus är en emblikaväxtart som beskrevs av Jesse More Greenman. Phyllanthus subcuneatus ingår i släktet Phyllanthus och familjen emblikaväxter. Inga underarter finns listade i Catalogue of Life.